# Tillandsia excelsa
Tillandsia excelsa är en gräsväxtart som beskrevs av August Heinrich Rudolf Grisebach. Tillandsia excelsa ingår i släktet Tillandsia och familjen Bromeliaceae. Inga underarter finns listade i Catalogue of Life.